# Paradriopea birmanica
Paradriopea birmanica är en skalbaggsart som beskrevs av Stefan von Breuning 1970. Paradriopea birmanica ingår i släktet Paradriopea och familjen långhorningar.
Artens utbredningsområde är Burma. Inga underarter finns listade i Catalogue of Life.